# Furacão Nicole (1998)
O Furacão Nicole foi o último sistema a entrar em atividade durante a temporada de furacões no Atlântico de 1998. Se formou a partir de um sistema frontal ao sul dos Açores no dia 24 de novembro, evoluindo-se rapidamente, provocando ventos que chegavam aos 110 km/h já em suas primeiras horas de existência e apresentando deslocamento oeste-sudoeste. A aproximação de um cavado de nível superior provocou um forte cisalhamento do vento, que enfraqueceu Nicole rapidamente à categoria de depressão tropical, porém o sistema voltou a ganhar força após sair do cavado e entrar em uma zona de cisalhamento leve, sendo deslocado por uma frente-fria e influenciado pelas águas mais quentes do oceano. Neste momento alcança o status de furacão, com a velocidade máxima do vento chegando aos 135 km/h no dia 1º de dezembro. A partir de então perde rapidamente sua intensidade, após alcançar as águas do Atlântico Norte, sendo um dos cinco furacões do Atlântico a entrar em atividade em um mês de dezembro.

## Origens

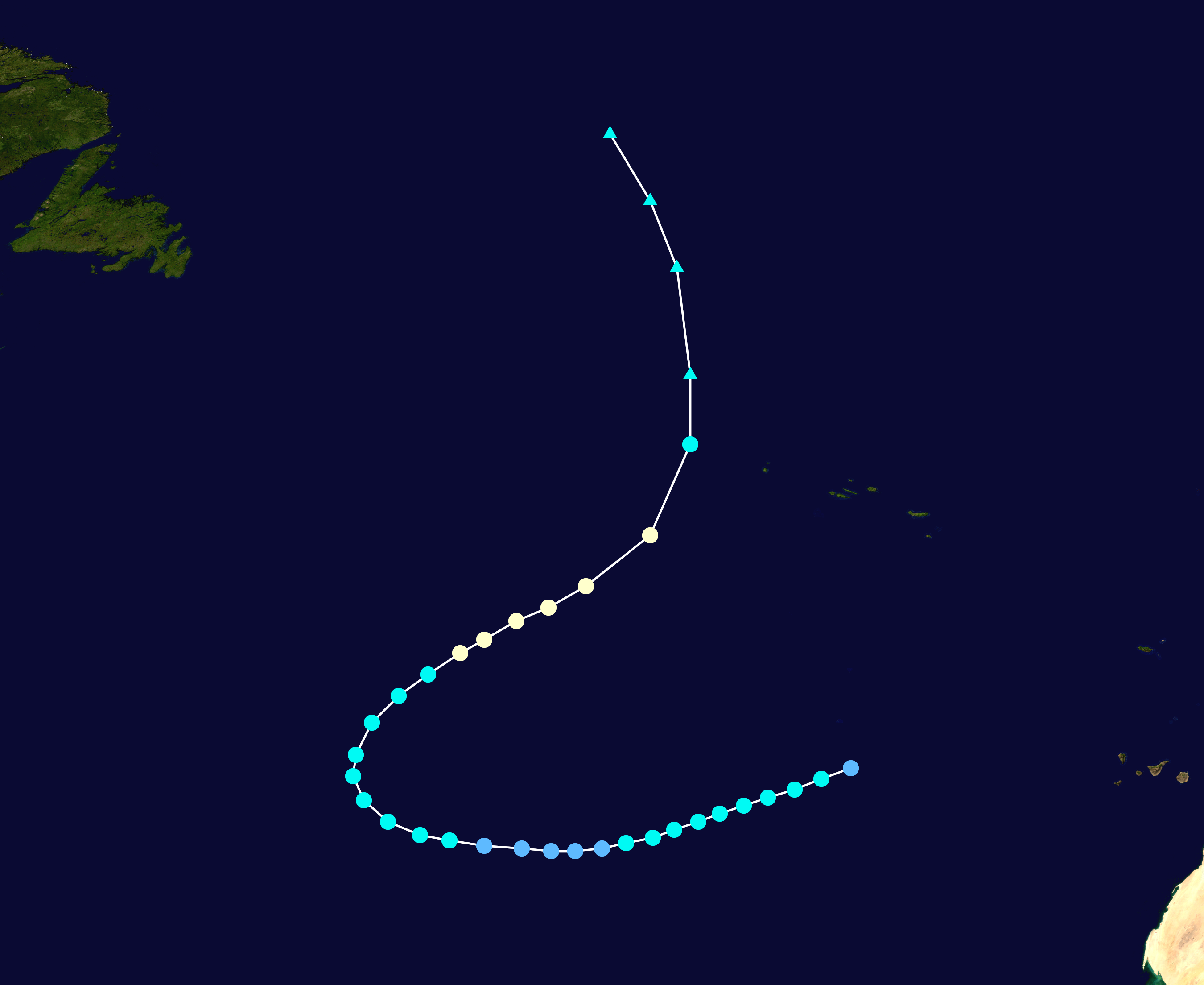
O caminho da tempestade.

Uma forte área de baixa pressão persistiu semi-estacionada a centenas de quilômetros ao sul dos Açores por vários dias em meados de novembro de 1998. Após este sistema começar a se deslocar rapidamente para o oeste, uma área de convecção desenvolveu-se sobre seu centro. Estima-se que a convecção tenha se desenvolvido a partir da depressão tropical Quatorze, em 24 de novembro, a 1 165 km  ao sul de Lajes, Açores, se intensificando rapidamente enquanto se movia em direção oeste-sudoeste, até se transformar na tempestade tropical Nicole seis horas após a formação. A tempestade foi inicialmente pequena, com ventos se estendendo a no máximo 95 km a partir de seu centro.
Poucas horas após se tornar uma tempestade tropical, um navio a norte do centro registrou ventos de 66 km/h, confirmando que o status do sistema. Localizada ao sul de uma crista de nível médio, Nicole continuou avançando em direção oeste-sudoeste, enquanto era centrada dentro de uma área de baixa pressão superior de grande porte. Como em grande parte das tempestades formadas no final das temporadas de furacões, havia um intenso cisalhamento vertical sobre a tempestade, ao mesmo tempo que passava por uma zona onde a temperatura da superfície do mar era de 25 °C. A existência de um olho era uma das principais características do sistema, que então atingia picos de vento chegando aos 115 km/h. Depois de manter este pico por cerca de 12 horas, um cavado de nível superior se moveu rapidamente para leste da tempestade, provocando um aumento no cisalhamento do vento e posteriormente um enfraquecimento do sistema em 25 de novembro. Parte da convecção foi dissipada, fazendo com que Nicole fosse rebaixada à categoria de depressão tropical no dia 26 e os alertas fossem descontinuados. Uma regeneração do sistema era considerada improvável.

## Regeneração

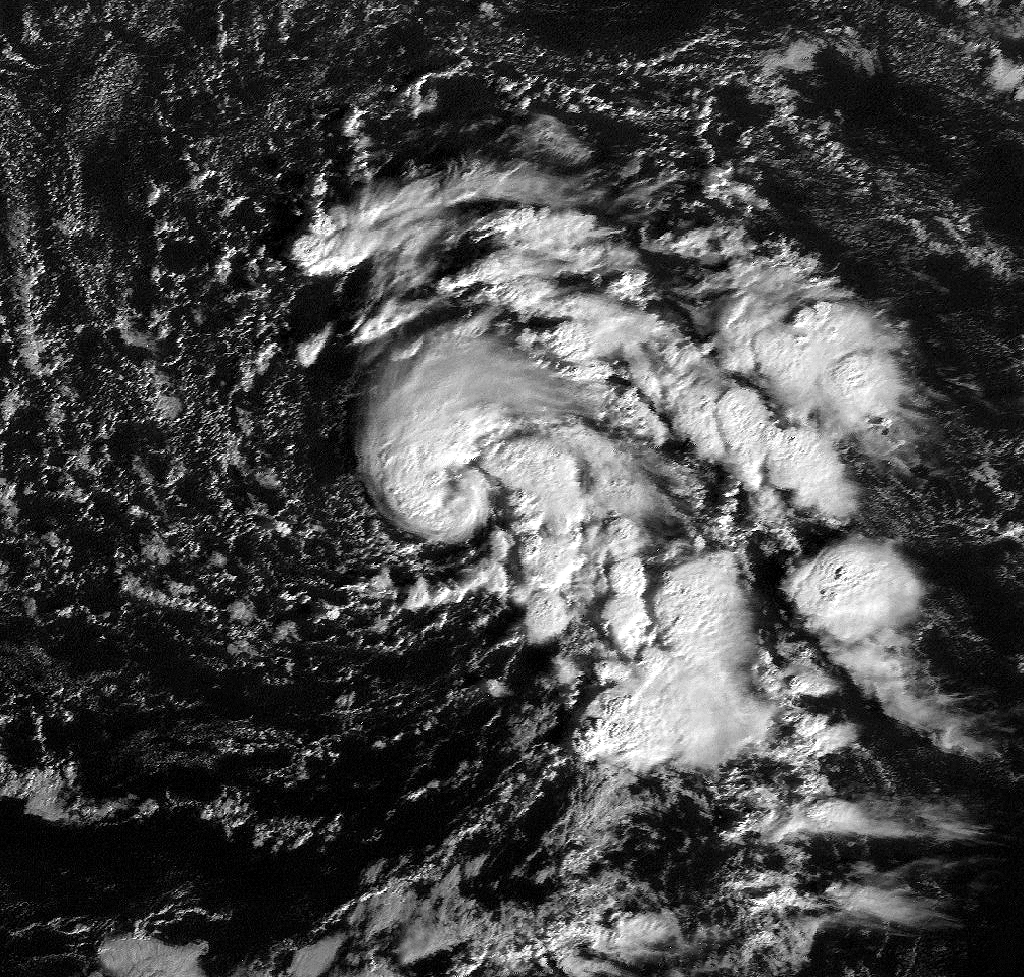
Nicole no dia 24 de novembro.

O sistema seguiu avançando em direção oeste, e após sair do cavado uma crista se estabeleceu sobre Nicole. Isto resultou em uma diminuição do nível de cisalhamento do vento, reconstruindo a convecção profunda sobre a tempestade. O Centro Nacional de Furacões voltou a emitir alertas em relação a Nicole em 27 de novembro, enquanto situava-se a cerca de 2 440 km a oeste-sudoeste das Ilhas Canárias. A circulação de baixo nível foi inicialmente exposta no lado sudoeste da convecção, embora Nicole fosse rapidamente reforçada e inesperadamente alcançasse o status de tempestade tropical, ainda no dia 27. Ao atingir novamente o status, Nicole se movia sob a área de convecção, enquanto um anticiclone se desenvolvia. Uma frente fria deslocou Nicole para o norte, e na noite de 28 de novembro a tempestade atingiu o seu ponto mais ocidental, enquanto se localizava a 1 800 km a leste-nordeste das Bermudas.
Depois do deslocamento para nordeste, um cisalhamento que se aproximava à frente de Nicole fez com que o sistema passasse por um pequeno enfraquecimento, fazendo com que o centro estivesse situado próximo à borda ocidental da convecção. 
Um cavado superior mantinha a existência da tempestade, mesmo com o cisalhamento e a formação de um olho na convicção. As temperaturas da superfície marítima estavam entre 2 ºC e 3 ºC acima do normal, e também ajudaram a tempestade a se reforçar. No início do dia 30 de novembro Nicole alcançou o status de furacão, enquanto se localizava a 2 060 km a oeste-sudoeste de Lajes, nos Açores. No começo do dia 1º de dezembro Nicole chegou a um pico de intensidade dos ventos de 235 km/h. Após avançar para norte foi rapidamente enfraquecida, vindo a se rebaixar à categoria de tempestade extratropical na tarde daquele mesmo dia, quando estava a 460 km a noroeste dos Açores. Os restos do sistema se dissiparam em 2 de dezembro, após deslocarem-se a noroeste, sob uma área de forte circulação.
Nicole foi um dos seis furacões a permanecerem em atividade no Atlântico em um mês de dezembro. Os outros cinco a atingirem a mesma intensidade durante o mês foram um furacão sem nome em 1887, o furacão Alice em 1954, o furacão Lili em 1984 e o furacão Epsilon em 2005.

## Impactos
Ao longo de sua existência Nicole permaneceu a centenas de quilômetros da terra, e como consequência disso não provocou nenhuma vítima ou dano considerável.